# Iris crocea
Iris crocea là một loài thực vật có hoa trong họ Diên vĩ. Loài này được Jacquem. ex R.C.Foster miêu tả khoa học đầu tiên năm 1936.